# Би ло чунь
Чай Дунтин билочунь (кит. упр. 洞庭碧螺春 , пиньинь dòngtíng bìluóchūn) — разновидность зелёного чая с сильным ароматом из провинции Цзянсу, Китай. Изготовляется вручную. Отмечен почётным титулом Знаменитый чай Китая.

## Общая характеристика
Один из знаменитых китайских чаёв, произрастающих в горах Дунтиншань (отсюда название «Дунтин»), которые обрамляют озеро Тайху и имеют Восточный и Западный пики. Климат здесь умеренный, среднегодовая температура 15,5 — 16,5 градусов, годовое количество осадков 1200—1500 мм. Почва слегка кислая, воздух влажный. Микроклимат подходит для выращивания чая. Билочунь собирают в период с 21 марта по 20 апреля, в период цветения плодовых деревьев. Таким образом чай приобретает естественный и неповторимый плодовый вкус и аромат. Сбор происходит в самый ранний час. Снимают одну почку и один листик, так называемые «пику со знаменем». Обычно билочунь собирают ранним утром. До и после полудня подвергают первичной сортировке, а с полудня до вечера подсушивают и скручивают.

## История
Относительно названия есть немало преданий. Согласно одному из них, однажды урожай чая оказался так велик, что у сборщиц чая не хватило корзин, и девушки сохраняли собранный чай на груди. По другой версии, ранее этот чай позволялось собирать только девственницам, которые клали собранный чай себе за пазуху, отчего чай приобретал особый аромат. По преданию, этот чай ранее назывался «Сяшажэньсян» (吓杀人香), что означает «Убийственно ароматный». Однажды император Кан Си (1662—1723 гг.) из династии Цин (по другой версии — императорский посыльный) в 16-й год своего правления (1678 г.) приехал на озеро Тайху, и местный чиновник поднёс ему чай «Сяшажэньсян». Ароматный чай понравился императору, но он счёл название его вульгарным и переименовал его в «Билочунь» («Изумрудные спирали (или улитки) весны»), а по месту сбора чая — «Дунтин». Чайные листики свернуты в маленькие спирали и действительно напоминают улиток.

## Дегустация
Чтобы отличить настоящий «Билочунь», необходимо обратить особое внимание на цвет, аромат, вкус и форму листьев. У чая «Билочунь» зелёные чаинки скручены в тонкие спирали и с обеих сторон покрыты нежным пушком. При заварке «Билочунь» сначала наливают воду температурой приблизительно 70-80 градусов и только потом кладут чайные листы, которые медленно опускаются на дно и лишь потом разворачиваются. После заварки чай даёт нежно-изумрудный прозрачный настой с выразительным ароматом и сладковатым вкусом. За густой аромат и свежий вкус он получил славу чая с цветочным ароматом и плодовым вкусом. Этот чай часто называют «одной нежностью и тремя свежестями», подразумевая под нежностью срываемые почку с листочком, а также свежий цвет, свежий аромат и свежий вкус. Поскольку он создаётся из нежных, молодых листьев, то очень богат аминокислотами и полифенольными соединениями, способствующими укреплению здоровья.
Китайские эксперты высоко ценят этот чай. Так Чжэнь Цзюнь (1857—1918) в своей энциклопедии «Ча шуо» поставил «Билочунь» на первое место среди сортов китайского зелёного чая.
Различают 7 сортов «Билочуня». Для получения одного килограмма чая особого качества необходимо сорвать около ста сорока тысяч нераспустившихся чайных почек.